# Liaan
Lianen zijn houtige klimplanten, die in de natuur normaal bomen als steun nodig hebben. Het betreft een morfologische verzamelnaam, geen taxonomische entiteit.

## Types
Vaak hebben lianen ook hechtwortels of ranken waarmee ze bevestigd zijn aan hun substraat: bomen en struiken.
Lianen die tot de zeepboomfamilie (Sapindaceae) behoren hebben vaak als horlogeveren ineengerolde ranken. Ook zijn er lianen die luchtwortels maken.
Lianen komen vooral voor in het tropisch laaglandbos, maar ook in gematigde klimaten komen lianen voor, zoals bitterzoet (Solanum dulcamara), bosrank (Clematis vitalba), druif (Vitis vinifera), hop (Humulus lupulus), wilde kamperfoelie (Lonicera periclymenum) en de facultatieve klimplant klimop (Hedera helix).
Sommige zijn parasitair, of wurgen op den duur hun gastplant.

## Taxa
In de volgende orden, families of geslachten komen lianen voor:
Orden:
- Pandanales
- Poales

Families:
- Brandnetelfamilie
- Clusiafamilie
- Composietenfamilie
- Duizendknoopfamilie
- Kardinaalsmutsfamilie
- Maagdenpalmfamilie
- Myrsinaceae
- Olijffamilie
- Peperboompjesfamilie
- Ranonkelfamilie
  - geslacht: Clematis
- Ruwbladigenfamilie
- Strandkruidfamilie
- Vlambloemfamilie
- Vleugeltjesbloemfamilie
- Vlinderbloemenfamilie
  - geslacht: Wisteria
- Wijnstokfamilie
- Windefamilie
- Wolfsmelkfamilie
- Zeepboomfamilie

## Gebruik
Veel dieren gebruiken de lianen om van de ene boom naar een andere boom te komen zonder dat ze op de grond hoeven te komen. Ook de fictieve oerwoudheld Tarzan slingerde zich met behulp van lianen door het oerwoud. Deze handig geplaatste mobiele zweeftouwen hadden weinig te maken met de lianen uit de werkelijkheid.
Diverse soorten worden in de sierteelt als klimplant gekweekt, zoals Clematis-soorten, om muren, latwerken, pergolas en andere en/of elkaar of stevige, houtige gewassen te begroeien, of, zelfs als ze daarvoor te klein zijn, zonder steun als bodembedekkers, zoals maagdenpalm.
Diverse soorten worden gewaardeerd om de vruchten, zoals druiven. De saprijke worden waterlianen genoemd en kunnen de dorst lessen.
Uit de liaan Chondondendron tomentosum wordt door sommige Zuid-Amerikaanse inheemse stammen het vergif curare bereid om te worden gebruikt op de punten van blaaspijltjes.

## Afbeeldingen

Lianen
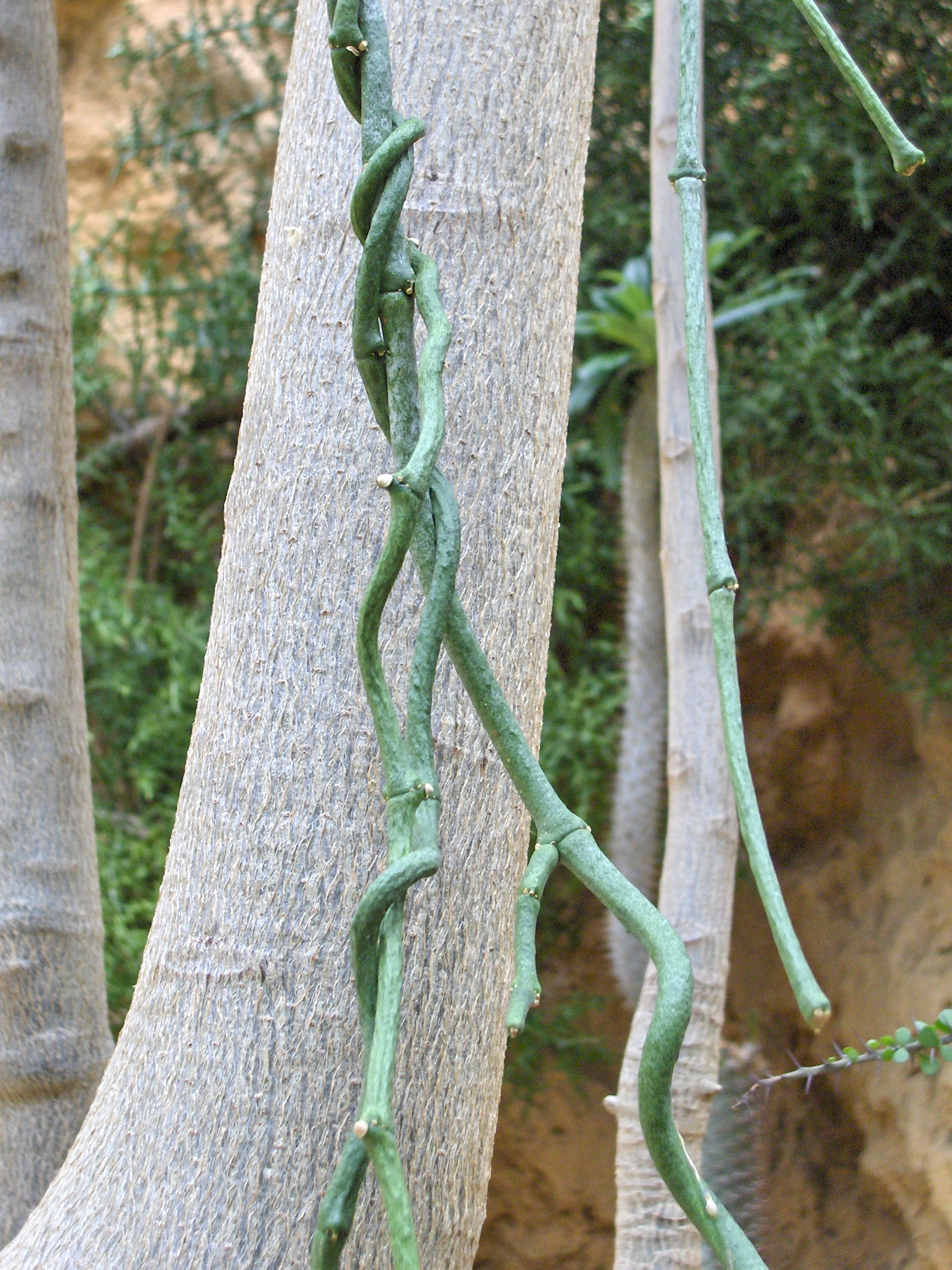
Cynanchum aphyllum
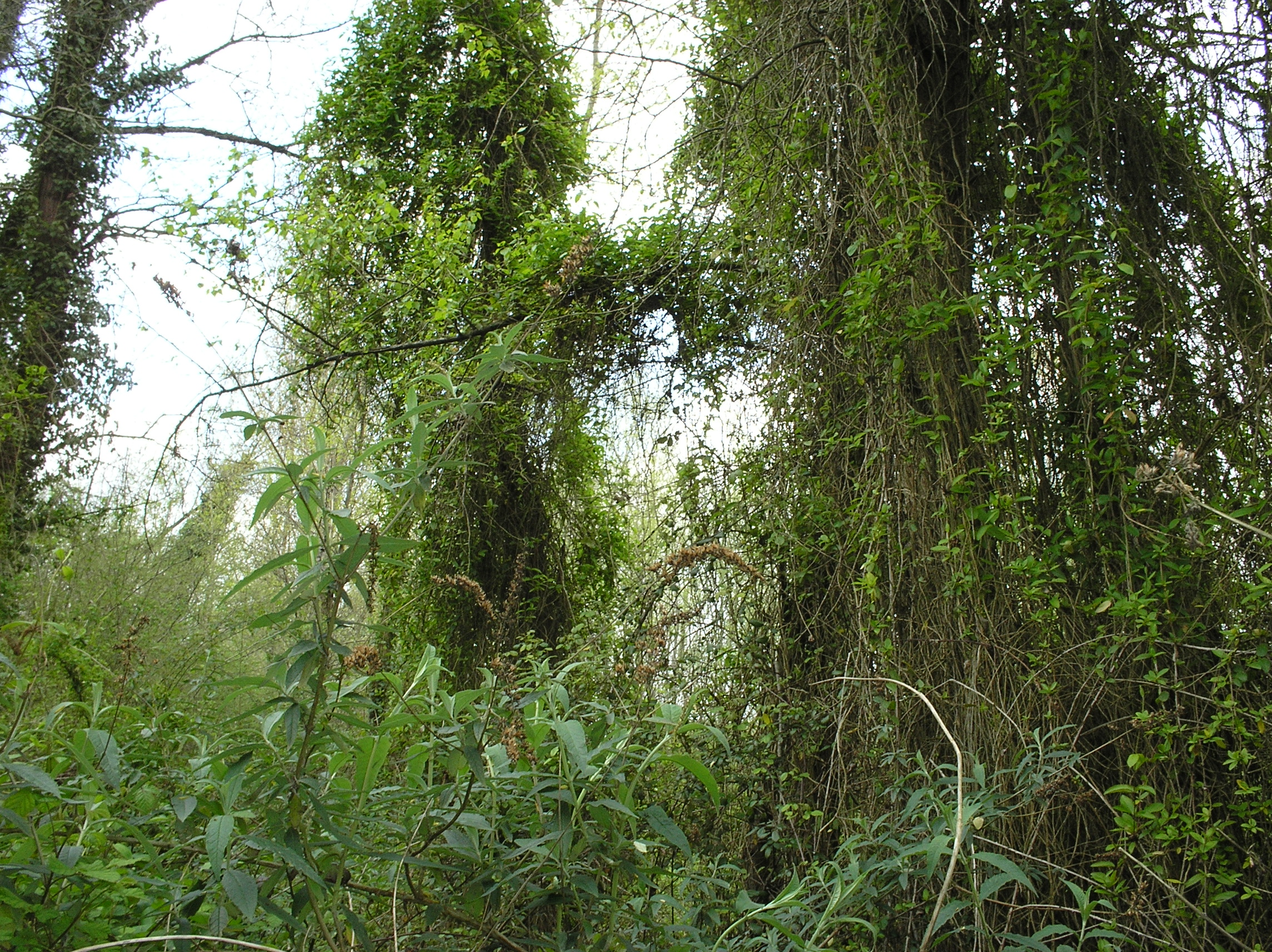
Clematis
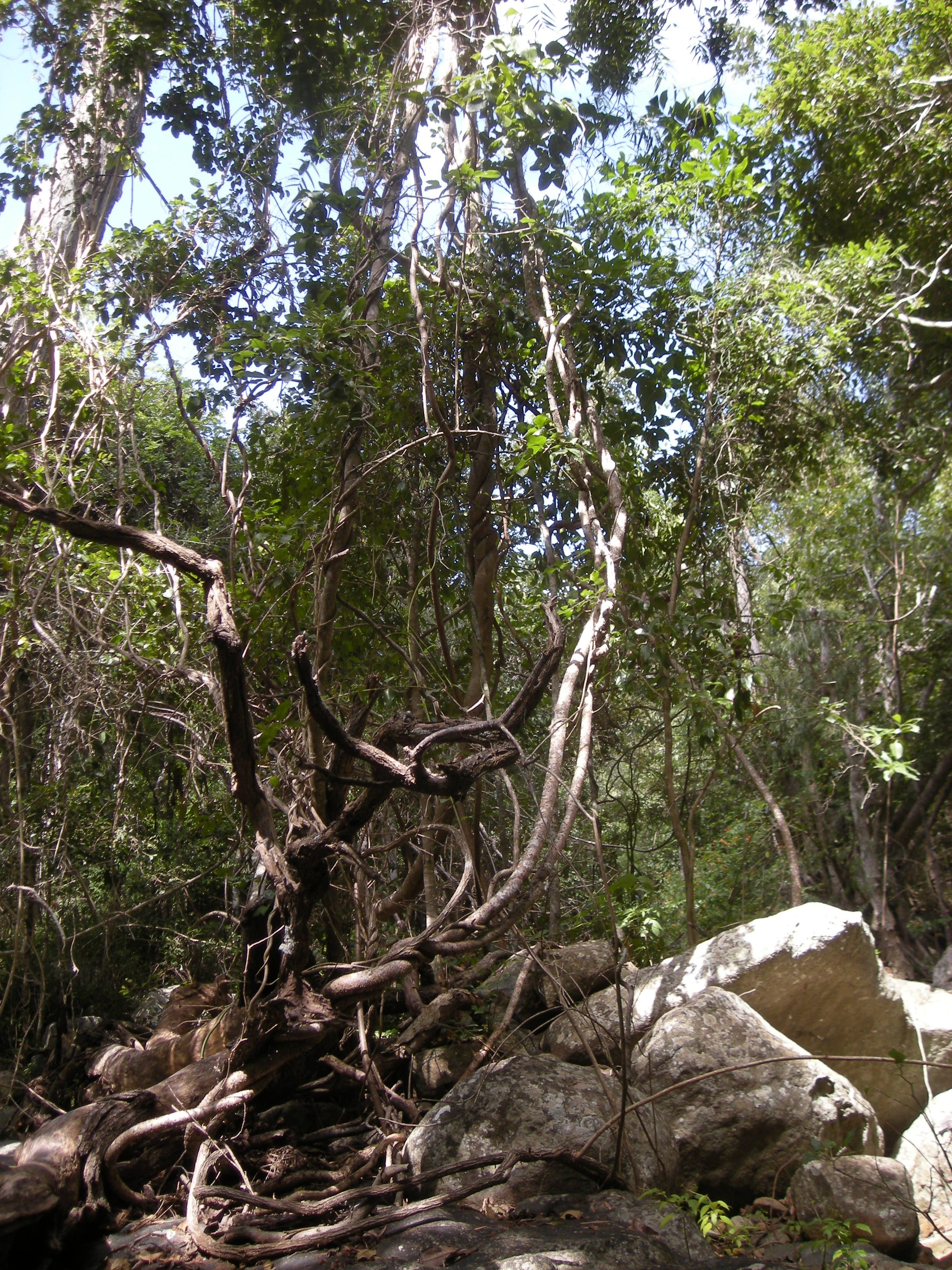
Mix van verschillende lianen in Mt. Archer National Park in Australië: Austrosteenisia blackii', Parsonsia spec. en Sarcopetalum harveyanum
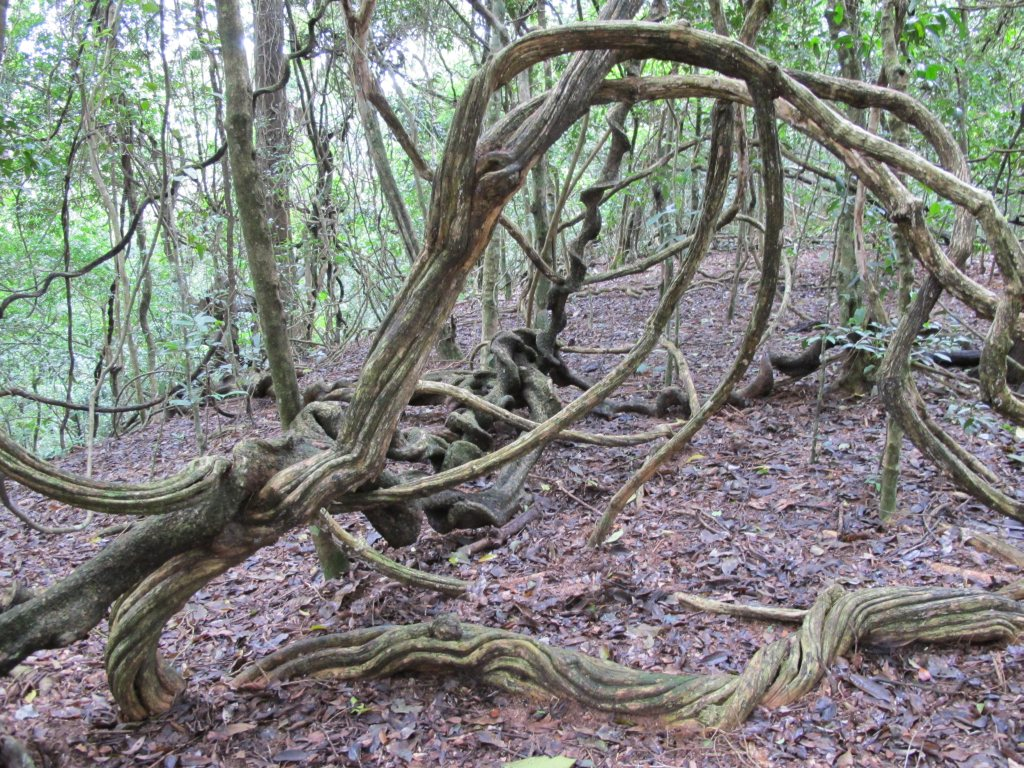
Lianen in het Udawattakele Forest Reserve, Sri Lanka